# Оръжия за масово поразяване
Оръжия за масово поразяване (съкратено ОМП) e сборен термин за стратегически оръжия, способни да избиват огромен брой хора и да нанесат сериозни щети на природата. В тази категория обикновено се включват ядрените, химическите, биологичните и радиологичните оръжия.
Понятието е превод на английското словосъчетание weapons of mass destruction (често съкращавано WMD), което се използва в НАТО. По време на Студената война понятието се използва основно за обозначаване на ядрени арсенали, но след разпадането на Съветския съюз то е разширено до настоящото си съдържание. Често влиза в употреба през първото десетилетие на 21 век, особено във връзка с подготовката и обосновката на САЩ за военните действия в Ирак.
ОМП е оръжие, което осигурява особено военно преимущество. То позволява с относително малка военна сила да се победи по-голям противник. Възможността за владеене на стратегическо оръжие може да се основава на технологични, научни, организационни или социални предпоставки (или тяхна комбинация).
Всяка епоха си има собствен набор от стратегически оръжия.

## Общи свойства
Появата на ново стратегическо оръжие променя вече утвърден баланс на силите и обикновено води до големи промени в най-различни сфери – то може да създаде нови империи, социални класи, нови индустрии и обществени структури. Естествено е при тези промени стари структури да загубят значението си и дори напълно да изчезнат.
Притежателят на актуално стратегическо оръжие обикновено се възприема от съвременниците като свръхсила, която предизвиква страх, уважение и респект.
Разработката на ново стратегическо оръжие в повечето случаи изисква сериозни инвестиции в наука. Най-големите скокове в развитието на фундаменталните научни дисциплини са пряко свързани с такива съзнателни инвестиции (например най-силните периоди в развитието на математиката са през елинистичната епоха, когато владетелите плащат за разработката на стенобойни машини; в началото на съвременната епоха, когато за нуждите на навигацията и океанското корабоплаване кралските дворове в Европа строят обсерватории и създават академии; през целия XIX и XX век, когато военните технологии се сменят бързо и европейските държави спонсорират продължително всички фундаментални научни изследвания).

## Древни оръжия

### Континентални оръжия
- Колесници
- Бойни слонове
- Македонска фаланга, римски легион

### Морски оръжия
Гръцката трирема е стратегическо оръжие в най-чист вид. Тя била проектирана да унищожава вражески кораби. Нямала никакви защитни средства, за да е лека и бърза. При нормално пътуване можела да използва платна, но в бойна обстановка придвижването и маневрите се извършвали благодарение на три реда гребци (откъдето идва и името ѝ).
Носът на триремата е бронирано с метал острие (таран), разположено под водолинията. По време на бой триремата се стремяла с висока скорост да се вреже странично в атакувания кораб и да пробие с тарана корпуса му, което причинявало потъването му.
Изпълнението на тази маневра изисквало координирани действия на гребците и командването на триремата, а също и на цялата флотилия от триреми.
Една от основните причини за развитието на атинската демокрация е необходимостта да се осигури социална мотивация на гребците, които първоначално се набирали от бедните слоеве на атинските граждани.
Успешното построяване и управление на голям флот от триреми позволили на Атина да обедини гърците във войните срещу Персийската империя в началото на VI век пр.н.е. Този флот имал решителна роля за победата и за последвалата хегемония на Атинската морска империя.

## Средновековни оръжия
Гръцкият огън е най-секретното стратегическо оръжие. Тайната на неговото производство била пазена толкова старателно, че изчезнала заедно с притежателя му – Византийската империя. Благодарение на гръцкия огън византийската флота подпалвала и унищожавала флотите на араби и руси и предпазвала в продължение на няколко века Константинопол и другите си важни градове от морски нападения.

## Стратегически оръжия на модерната епоха

### Континентални оръжия
- Огнестрелно оръжие
- Артилерия
- Танкове

### Морски оръжия
- Каравела, галеон, фрегата
- Линейни кораби
- Подводници

### Въздушни сили
- Бомбардировачи
- Изтребители

## Съвременни оръжия
- Биологично оръжие
- Химическо оръжие
- Ядрено оръжие
- Радиологично оръжие